# سيدي غازي (مدينة)
سيدى غازي، مدينة مصرية تتبع مركز كفر الشيخ في محافظة كفر الشيخ.

## تاريخ
تأسست سيدي غازي كقرية قديمة باسم دير شبرا كلسا، وفي 1813 أصبحت تُسمى زاوية غازي حتى عام 1843. أصبحت بعد ذلك تُسمى بـ الكفر الغربي عام 1843، حتى استقر الاسم على اسمها الحالي عام 1939م. تحولت بعد ذلك إلى مدينة بتاريخ 6 يناير 2014 بموجب قرار من رئاسة مجلس الوزراء رقم 1530.

## السكان
حسب التعداد السكاني لعام 2006، بلغ إجمالي السكان في سيدي غازي 23,320 نسمة، منهم 11,760 ذكر و11,560 أنثى.